# Susanne Andersen
Susanne Andersen, née le 23 juillet 1998 à Stavanger, est une coureuse cycliste norvégienne.

## Biographie

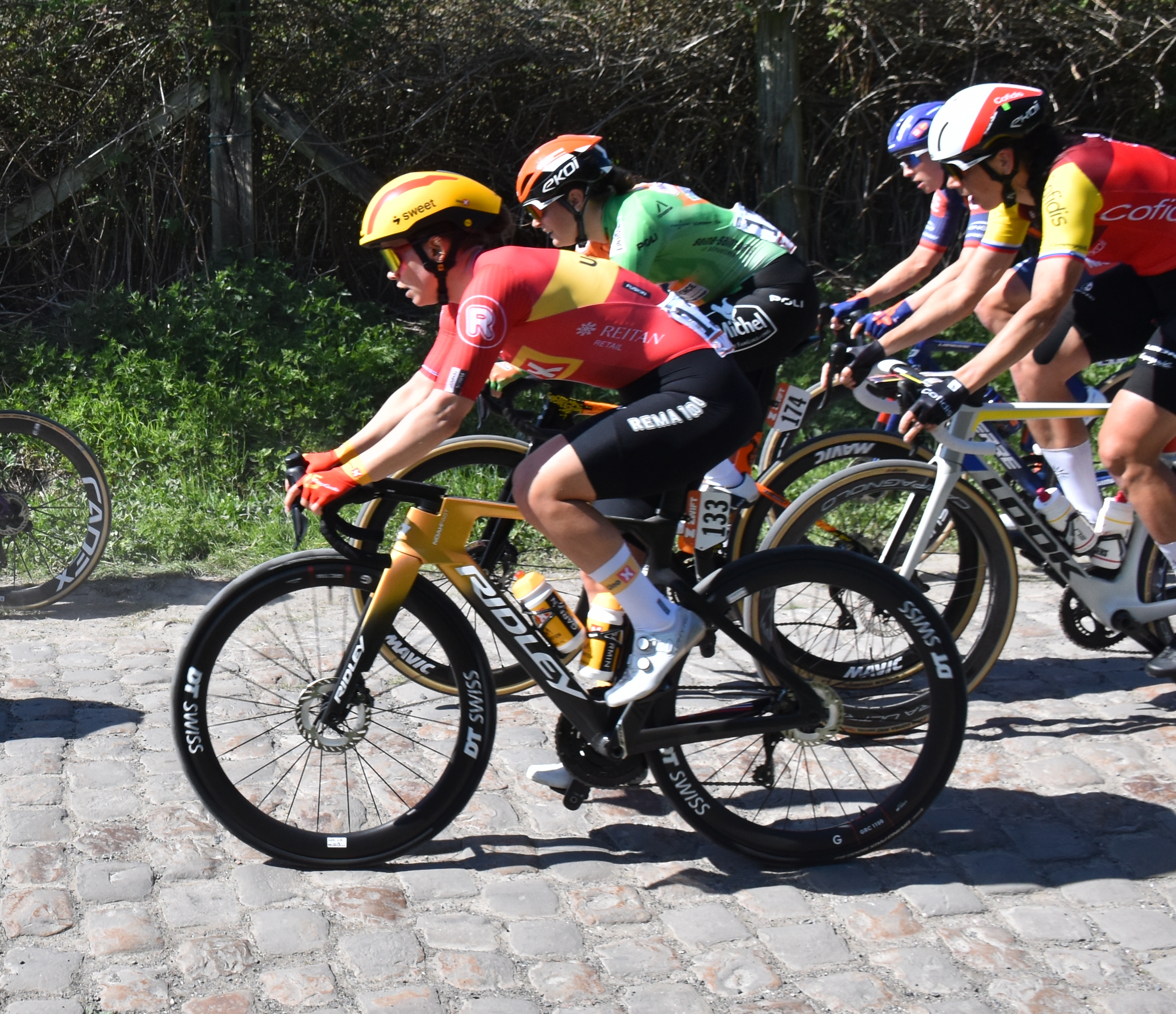
Suzanne Andersen #133 lors de Paris-Roubaix 2025.

En 2016, alors qu'elle participe aux championnats du monde sur route au Qatar, elle est renversée par une voiture de police en rentrant à son hôtel. De peur de ne pouvoir sortir du pays, l'accident n'est rendu public qu'après son retour en Norvège. Son directeur sportif pense qu'il s'agissait d'un acte délibéré. Durant les championnats d'Europe sur route espoirs, elle remporte le sprint du peloton.
Aux Trois Jours de La Panne, Susanne Andersen se classe cinquième du sprint.

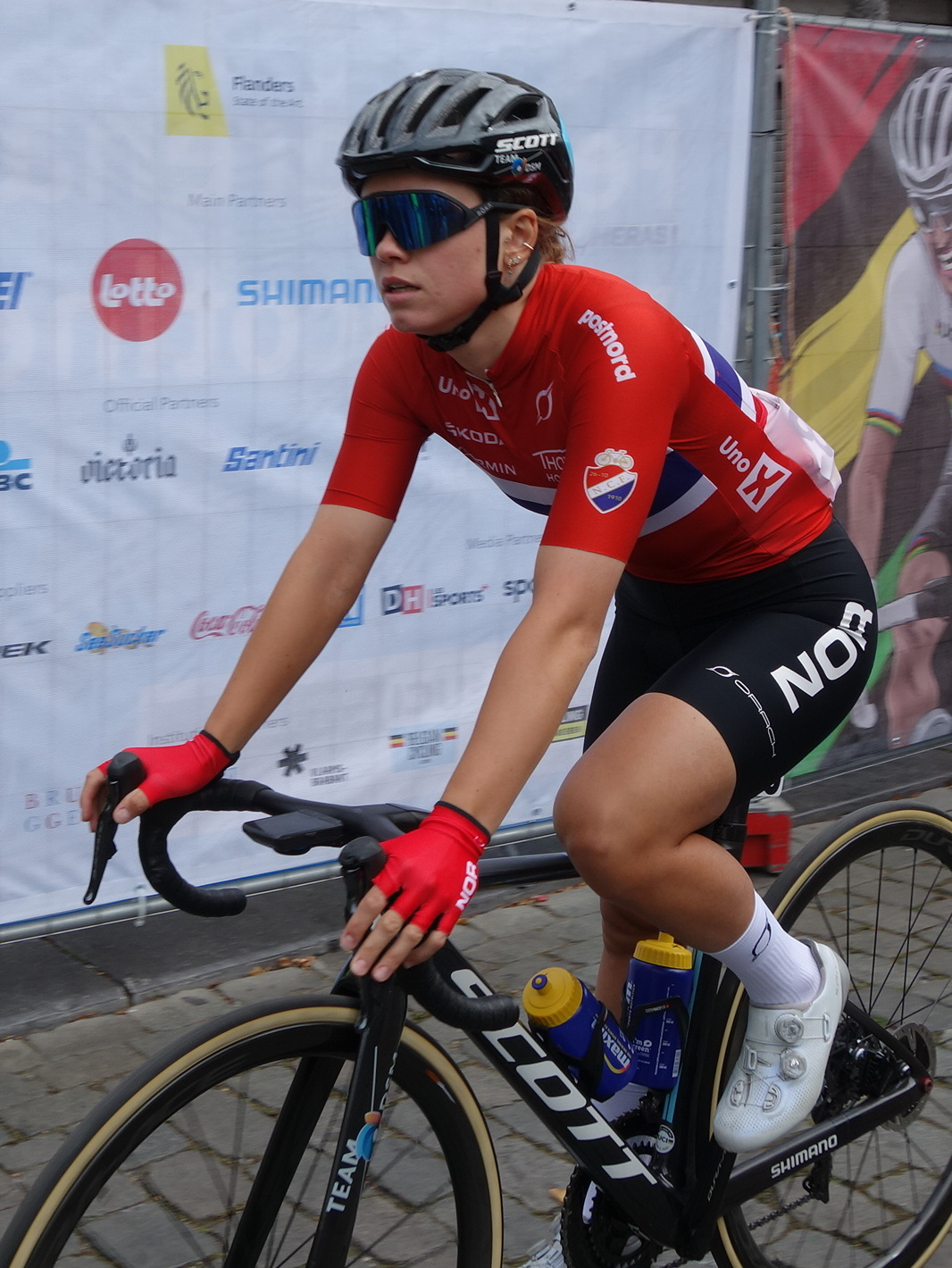
Au départ des championnats du monde

Au Tour de Norvège, Susanne Andersen est la plus rapide du peloton dans la première étape, mais Kristen Faulkner, échappée, la devance par une très faible marge. Sur la troisième étape du Simac Ladies Tour, une chute dans le finale provoque une cassure. Susanne Andersen et 	Pfeiffer Georgi se trouve dans le groupe de tête. Andersen est deuxième de l'étape derrière Lonneke Uneken.

## Palmarès

### Par années
- 2015
  -  Championne de Norvège du contre-la-montre juniors
  -  Championne de Norvège de cyclo-cross espoirs
  - 2e du championnat de Norvège sur route juniors
  - 5e du championnat du monde sur route juniors
- 2016
  -  Championne de Norvège du contre-la-montre juniors
  -  Championne de Norvège sur route juniors
  - 3e étape de l'Albstadt-Frauen-Etappenrennen
  - 2e du Trofeo Da Moreno-Piccolo Trofeo Alfredo Binda
  -  Médaillée de bronze du championnat du monde sur route juniors
  - 3e de l'Albstadt-Frauen-Etappenrennen
  - 3e du Gand-Wevelgem juniors
- 2017
  -  Championne de Norvège du critérium
  -  Médaillée d'argent du championnat d'Europe sur route espoirs
  - 7e du championnat du monde sur route
- 2018
  - 2e du championnat de Norvège sur route
- 2019
  - 2e du championnat de Norvège sur route
  - 5e des Trois Jours de La Panne
  - 8e du championnat d'Europe sur route
- 2020
  - 3e du Grote Prijs Euromat
- 2021
  - 2e du GP Eco-Struct
  - 8e du Tour de Drenthe
- 2022
  - 7e de Gand-Wevelgem
- 2023
  - 2e du Tour de Drenthe
- 2025
  - Ronde de Mouscron
  - Antwerp Port Epic Ladies
  - 2e de Dwars door de Westhoek
  - 2e du Grand Prix Mazda Schelkens
  - 3e de l'Omloop van het Hageland
  - 7e du Copenhagen Sprint

### Résultats sur les grands tours

#### Tour d'Italie
1 participation
- 2023 : 73e

#### Tour de France
2 participations
- 2023 : 93e
- 2025 : hors délais (8e étape)

#### Tour d'Espagne
1 participation :
- 2025 : 102e

### Classements mondiaux
| Année                                 | 2017 | 2018 | 2019 | 2020 | 2021 | 2022 | 2023 | 2024 |
| ------------------------------------- | ---- | ---- | ---- | ---- | ---- | ---- | ---- | ---- |
| Classement UCI                        | 46e  | 106e | 49e  | 282e | 70e  | 79e  | 74e  | 470e |
| UCI World Tour                        | 58e  | 111e | 66e  | 125e | 58e  | 75e  | 59e  | 154e |
|                                       |      |      |      |      |      |      |      |      |
| Légende : nc = non classéSource : UCI |      |      |      |      |      |      |      |      |